# Justin Mapp
Justin Mapp (født 18. oktober 1984 i Brandon, Mississippi) er en amerikansk tidligere fodboldspiller, der spillede som venstre kant. Han tilbragte hele sin karriere i Major League Soccer. Her spillede han for henholdsvis Chicago Fire, Sporting Kansas City, Philadelphia Union, Montreal Impact og for D.C. United, som han blev draftet af til ligaen i 2002.

## Landshold
Mapp nåede i sin tid som landsholdsspiller (2005-2007) at spille 8 kampe for USA's landshold, som han debuterede for 12. oktober 2005 i et opgør mod Panama. Han var en del af den amerikanske trup der vandt CONCACAF Gold Cup i 2007 og samme år også ved Copa América.

## Titler
CONCACAF Gold Cup
- 2007 med USA